# Steiger Award

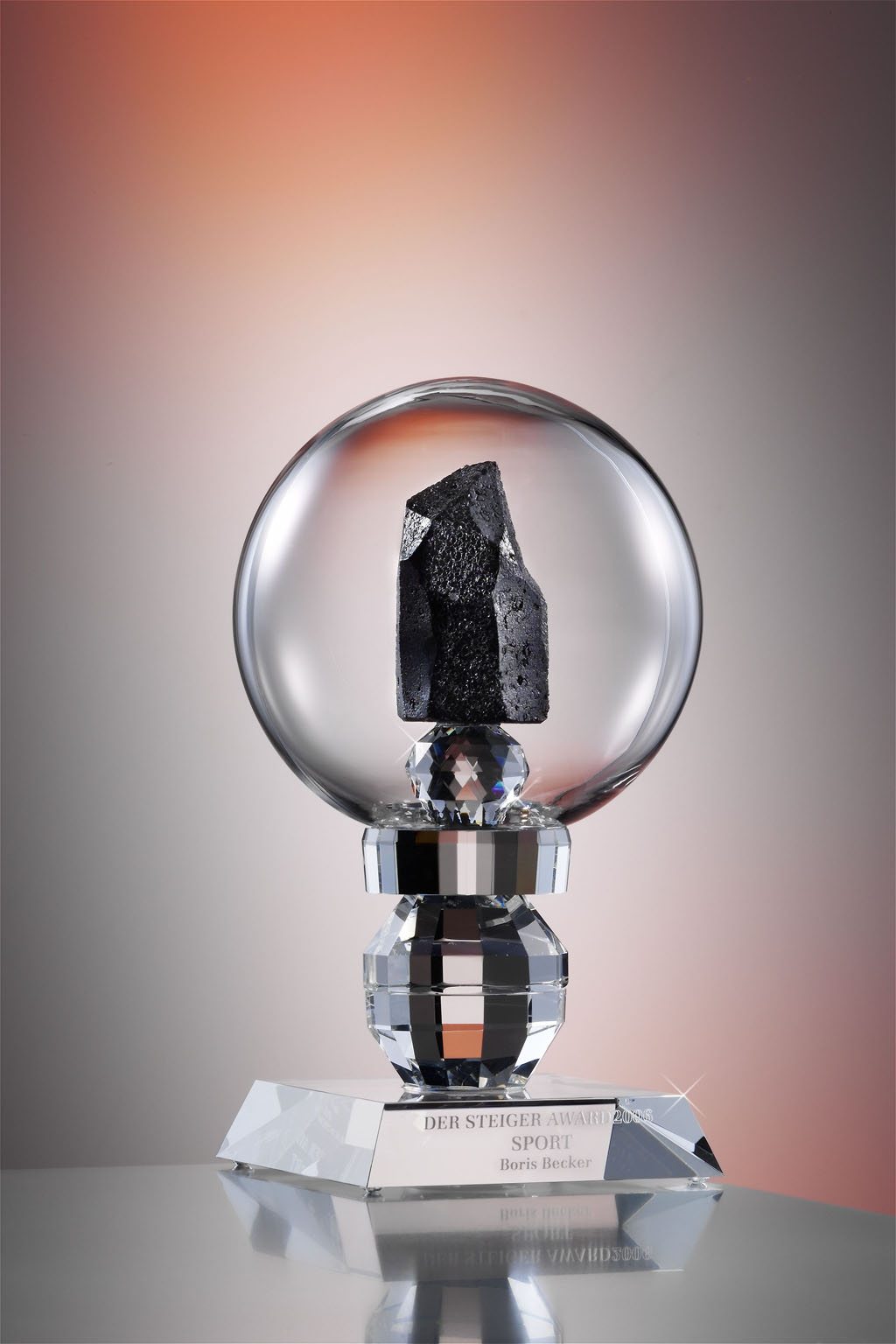
Steiger Award Sport 2006
an Boris Becker

Die Steiger Awards waren im Zeitraum von 2005 bis 2019 jährlich vergebene Auszeichnungen an Persönlichkeiten, die besonderes Engagement in den Bereichen Toleranz, Charity, Musik, Film, Medien, Sport, Umwelt oder Zusammenwachsen der europäischen Staatengemeinschaft gezeigt haben.

## Namensgebung
Der Preis war nach dem Steiger benannt, einem Aufsichtsbeamten, der nach Bergbautradition besonders für Tugenden wie Geradlinigkeit, Offenheit, Menschlichkeit und Toleranz steht. Er trägt Verantwortung für einen Teil des Bergwerks und die ihm unterstellten Personen. Außerhalb des Ruhrgebiets ist der Begriff vor allem durch ein populäres Bergmannslied, das Steigerlied („Glückauf, Glückauf; der Steiger kommt …“) bekannt.

## Veranstaltung
Initiiert und von Beginn an organisiert wurde der Preis von Sascha Hellen, dem Inhaber der Hellen Medien Projekte GmbH. Er finanziert die Galaveranstaltung durch Eintrittsgelder. Die Tickets liegen bei 190 Euro. Die Preisträger erhalten kein Preisgeld. Die Preisträger werden frei von Sascha Hellen ausgewählt; Kriterien sind nicht bekannt.
In den ersten beiden Jahren fand die Galaveranstaltung in der Spielbank Hohensyburg statt. Von 2007 bis 2012 war der Austragungsort die Jahrhunderthalle Bochum. Die Verleihung 2013 fand im Dortmunder U statt. 2014 fand die Veranstaltung in der Henrichshütte in Hattingen statt. Hellen plant den nächsten Steiger Award auf Zeche Zollverein Mitte März 2019. Hellen kam hier in die Kritik, weil er dem durchführenden Unternehmen vor Ort die vereinbarte Anzahlung in einer sechsstelligen Summe nicht geleistet hat.
Ende Juli 2019 wurde Hellen vom Landgericht Bochum wegen Betrugs in zwölf Fällen und Unterschlagung in zwei Fällen zu zwei Jahren Haft und 200 Sozialstunden verurteilt. Er gilt damit als vorbestraft.

## Kritik
Der türkische Ministerpräsident Erdoğan sollte 2012 den Preis für 50 Jahre deutsch-türkische Freundschaft entgegennehmen. Am 17. März sagte Erdoğan wegen eines Hubschrauberabsturzes in Afghanistan, bei dem zwölf türkische Armeeangehörige und zwei Zivilisten ums Leben kamen, die Teilnahme ab. Die Absicht, Erdoğan auszuzeichnen, löste bei Armeniern, Kurden und Aleviten sowie bei türkischen Oppositionellen Fassungslosigkeit aus. Daraufhin gab es Proteste und Aufrufe zu Kundgebungen, um auf die von Erdoğan zu verantwortenden Menschenrechtsverletzungen aufmerksam zu machen. Der Deutsche Journalisten-Verband hatte die Vergabe wegen eingeschränkter Presse- und Meinungsfreiheit in der Türkei kritisiert. Am Nachmittag der Preisverleihung fand eine friedliche Demonstration in Bochum mit 22.000 Teilnehmern statt. Weitere Kritik kam von der Bundesarbeitsgemeinschaft der Immigrantenverbände (BAGIV) sowie aus Reihen der CSU und der Grünen und von Reporter ohne Grenzen. Der Publizist Ralph Giordano schrieb einen offenen Brief an Gerhard Schröder, der die Laudatio an Erdoğan halten sollte.

## Konflikte und Strafverfahren
Hellen befand sich in verschiedenen Gerichtsverfahren und Rechtsstreitigkeiten mit ehemaligen Sponsoren wie den Stadtwerken Bochum. Streitpunkte waren der Atrium-Talk, der Steiger-Award und ein geplantes Paul McCartney-Konzert in Bochum. Die Staatsanwaltschaft Bochum ermittelt wegen Betruges gegen ihn. Die Stadtwerke Bochum kündigten alle Verträge mit Hellen und klagten vor dem Landgericht Bochum auf Rückzahlung von 250.000 Euro wegen nicht erbrachter Leistungen. Im Februar 2013 gaben die Sparkasse Bochum und Hellen gemeinsam bekannt, den bestehenden Sponsoring-Vertrag aufzulösen. Die Staatsanwaltschaft Bochum teilte am 3. September 2014 mit: „Vor dem Hintergrund des Abschlusses der zivilrechtlichen Auseinandersetzung zwischen langjährigen Geschäftspartnern hat die Staatsanwaltschaft Bochum jedoch mit Zustimmung des Amtsgerichts Bochum am 3. September 2014 das Ermittlungsverfahren gegen Sascha Hellen gemäß § 153 Strafprozessordnung eingestellt, da eine mögliche Schuld als zu gering anzusehen wäre.“ Berücksichtigt worden sei auch, dass Hellen „nicht vorbestraft ist und die mögliche Tat längere Zeit zurückliegt“. Mit 241.560 Euro hatten die Stadtwerke erst im Februar 2014 ihren Rückzahlungsanspruch beziffert.
Im Rahmen des Steiger Awards 2015 kam es zu einem Streit mit dem Preisträger Hardy Krüger. Ihm und seiner Frau war die Erstattung von Reisekosten für die Anreise aus den USA in Höhe von 17000 Euro zugesagt worden. Eine Erstattung blieb jedoch aus. Krüger gab den Preis nachher an Hellen zurück und schaltete einen Rechtsanwalt ein.
Am 12. August 2015 wurde beim Amtsgericht Bochum, Aktenzeichen: 80 IN 412/15, das Insolvenzeröffnungsverfahren über die Hellen Medien Projekte GmbH eingetragen. Mitte September 2015 wurde dieses Verfahren wieder eingestellt. Am 5. Juli 2017 wurde beim Amtsgericht Bochum, Aktenzeichen: 80 IN 335/17, erneut ein Insolvenzverfahren über die Hellen Medien Projekte GmbH eingetragen. 2021 wurde Hellen zu einer Haftstrafe von 33 Monaten wegen Untreue und Subventionsbetrug verurteilt. In Geldnot hatte sich Hellen immer wieder von mehreren Geschäftspartnern und Privatpersonen hohe Beträge geliehen, und diese so gut wie nie zurückgezahlt. Zu den Opfern zählten TV-Moderator Jean Pütz und Prof. Dietrich Grönemeyer. Der Gesamtschaden lag bei über 800000 Euro.

## Preisverleihung
Die Preisträger wurden durch eine Laudatio eines ebenfalls Prominenten geehrt. Überreicht wird ein schwarzes Stück Steinkohle, das in einer Bleiglaskugel verschlossen auf einem Kristallglassockel ruht. Der von Joska Kristall hergestellte Pokal ist circa 25 Zentimeter hoch und wiegt über 2 Kilogramm.

## Preisträger
|                     | 2005               | 2006                | 2007                       | 2008                                     | 2009                                  | 2010                          | 2011                          | 2012                 | 2013                               | 2014                                                   | 2019                         |
| ------------------- | ------------------ | ------------------- | -------------------------- | ---------------------------------------- | ------------------------------------- | ----------------------------- | ----------------------------- | -------------------- | ---------------------------------- | ------------------------------------------------------ | ---------------------------- |
| Charity             | Farah Pahlavi      | José Carreras       | Rupert Neudeck             | Claudia Cardinale                        | Maria Teresa von Luxemburg            | Eva Luise Köhler              | Cherie Blair                  | Silvia von Schweden  |                                    | Königin Sofía von Spanien & Quincy Jones (Sonderpreis) | Uschi Glas                   |
| Toleranz            | Shimon Peres       |                     | Hamid Karzai               | Hans Küng                                | Roman Herzog                          |                               | Egon Bahr                     | Horst Köhler         | Kurt Masur                         | Karl Kardinal Lehmann                                  |                              |
| Musik               | Robin Gibb         | Peter Maffay        | Wolfgang Niedecken         | Udo Jürgens                              | Bob Geldof                            | Marius Müller-Westernhagen    | Mark Knopfler & Roger Daltrey | Lou Reed             | Scorpions                          | Ute Lemper                                             | Joris & Santiano             |
| Medien              | Friedrich Nowottny | Sabine Christiansen | Peter Scholl-Latour        | Maybrit Illner                           | David Frost                           | Alfred Biolek                 | Reinhold Beckmann             | Peter Kloeppel       |                                    | Johannes B. Kerner                                     | Anne Will                    |
| Umwelt              | Franz Alt          | Mohamed El Baradei  | Achim Steiner              | Erivan Haub                              |                                       | Claus Hipp                    | Stefanie Powers               | Hannes Jaenicke      | Michael Otto                       |                                                        |                              |
| Film                | Pierre Brice       | Friedrich von Thun  | Manfred Krug & Iris Berben | Dieter Pfaff                             | Veronica Ferres                       | Armin Mueller-Stahl           | Klaus Maria Brandauer         | Christine Neubauer   | Jürgen Prochnow                    | Hannelore Hoger                                        | Senta Berger & Michael Mendl |
| Kunst               | Otmar Alt          | James Rizzi         |                            | Aliza Olmert                             | Gottfried Helnwein                    | Robert Wilson                 | Frank Gehry                   | Wolfgang Joop        | Albert Watson                      |                                                        |                              |
| Sport               |                    | Boris Becker        | Franz Beckenbauer          | Jens Lehmann & Egidius Braun             | Klaus Steilmann                       | Prinzessin Haya von Jordanien | Vitali & Wladimir Klitschko   |                      | Rudi Völler                        | Deutscher Olympischer Sportbund                        |                              |
| Europa              |                    | Jean-Claude Juncker | Hans-Dietrich Genscher     | Edmund Stoiber                           | Romano Prodi & Aleksander Kwaśniewski | Boris Tadić                   | José Manuel Barroso           | Recep Tayyip Erdoğan | Kurt Biedenkopf und Alfred Grosser |                                                        | Andrej Plenkovic             |
| Nachwuchs           | Liel Kolet         | Tokio Hotel         | US5                        | Jimi Blue & Wilson Gonzalez Ochsenknecht |                                       |                               |                               | Tim Bendzko          |                                    |                                                        | Lukas Rieger                 |
| Entertainment       |                    |                     |                            | Hape Kerkeling                           | Dieter Hallervorden                   |                               |                               |                      |                                    |                                                        |                              |
| Lebenswerk          | Bonnie Tyler       | Heinz Sielmann      | Joachim Fuchsberger        |                                          | Maximilian Schell                     | Christopher Lee               | Richard Chamberlain           | Christiane Hörbiger  | Liselotte Pulver                   | Buzz Aldrin                                            | Heino                        |
| Sonderpreis         |                    |                     |                            | Hélène Grimaud                           |                                       |                               |                               |                      |                                    |                                                        | Jürgen Schmidhuber           |
| Ruhrgebiet          |                    |                     |                            |                                          |                                       |                               |                               | Steven Sloane        |                                    | Hans-Joachim Watzke                                    | Jürgen Großmann              |
| Musik International |                    |                     |                            |                                          |                                       |                               |                               |                      | Jean-Michel Jarre                  |                                                        |                              |
| Politischer Mut     |                    |                     | Gabriele Pauli             |                                          |                                       |                               |                               |                      |                                    |                                                        |                              |